# Södermanlands runinskrifter 3
Södermanlands runinskrifter 3, med signum Sö 3, är en skadad runsten som står vid infarten till Vänga i Björnlunda socken och Gnesta kommun i Södermanland. Stenen är av gnejs och är 1,53 meter hög samt 1,07 meter bred.

## Inskriften
Translitterering av runraden:
kefluk · auk · kula · þau · lit[u · raisa ... ...isa · at · sty]fialt · sun · sin · broþur · iluka
Normalisering till runsvenska:
GeflaugR ok Gylla þau letu ræisa [stæin þ]ennsa at Styfiald, sun sinn, broður Illuga.
Översättning till nusvenska:
Gevlög och Gylla lät resa denna sten efter Styvjald, sin son, broder till Illuge.

## Ornamentiken
Ristningens ornamentik består av en runorm sedd i fågelperspektiv. Ormens hals och svans är i basen låsta med ett iriskt koppel och ovanför är ett ringkors, vilket avslöjar att familjen som lät resa stenen övergått till den kristna tron.